# Sani Lakatani
Sani Elia Lagigietama Lakatani (ur. 4 czerwca 1936) - polityk Niue. Premier tego terytorium od 26 marca 1999 do 1 maja 2002. Był członkiem Partii Ludowej Niue (Niue People's Party).